# Pampelonne
Pampelonne település Franciaországban, Tarn megyében. Lakosainak száma 959 fő (2022. január 1.). Pampelonne Crespin, Tauriac-de-Naucelle, Mirandol-Bourgnounac, Moularès, Sainte-Gemme, Saint-Jean-de-Marcel és Tanus községekkel határos.

## Népesség
A település népességének változása:
| Lakosok száma | 815  | 842  | 874  | 851  | 844  | 840  | 880  | 919  | 959  |
|               | 2013 | 2015 | 2016 | 2017 | 2018 | 2019 | 2020 | 2021 | 2022 |